# アーモンク

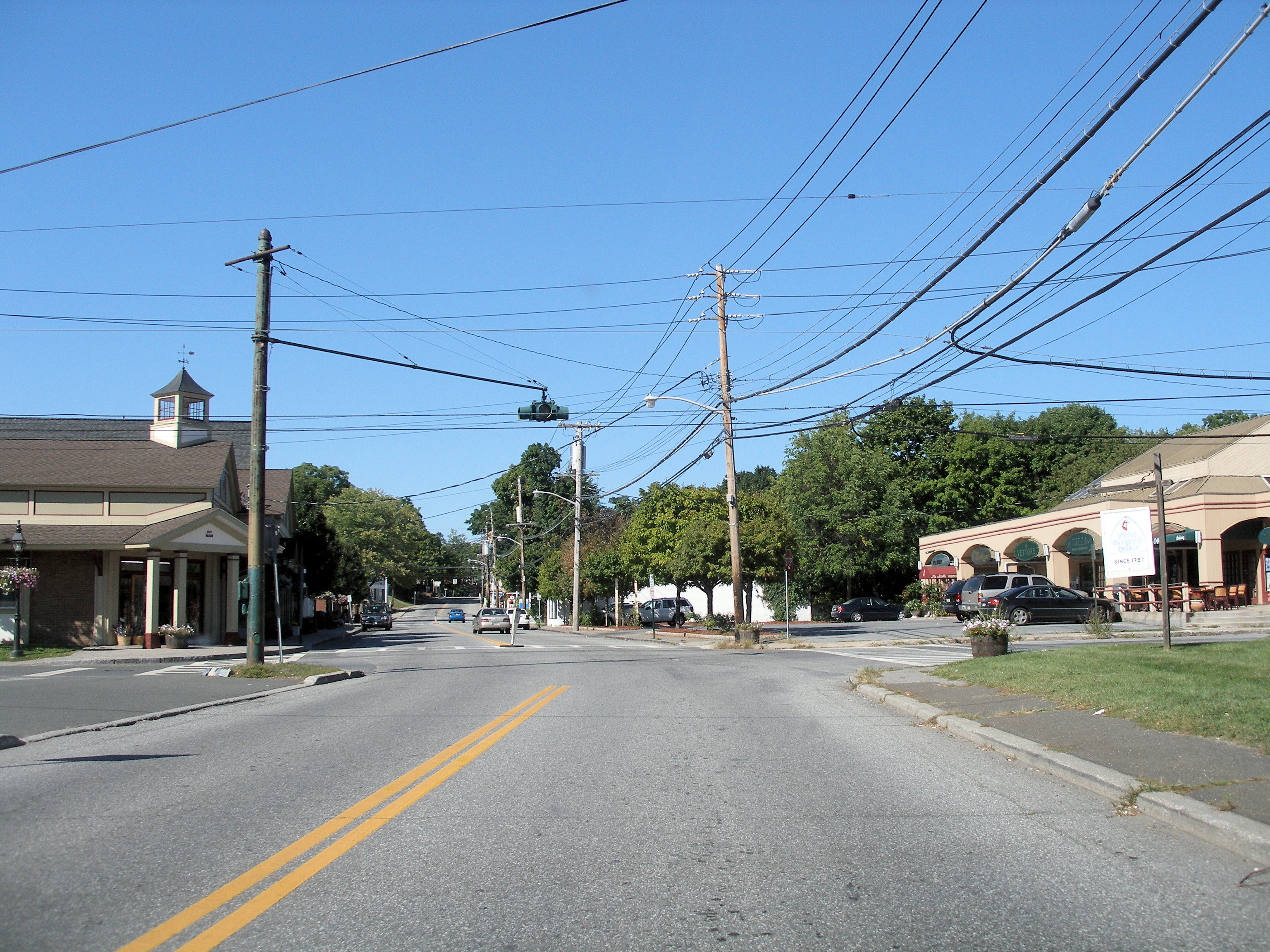
アーモンク・ダウンタウンへの入り口

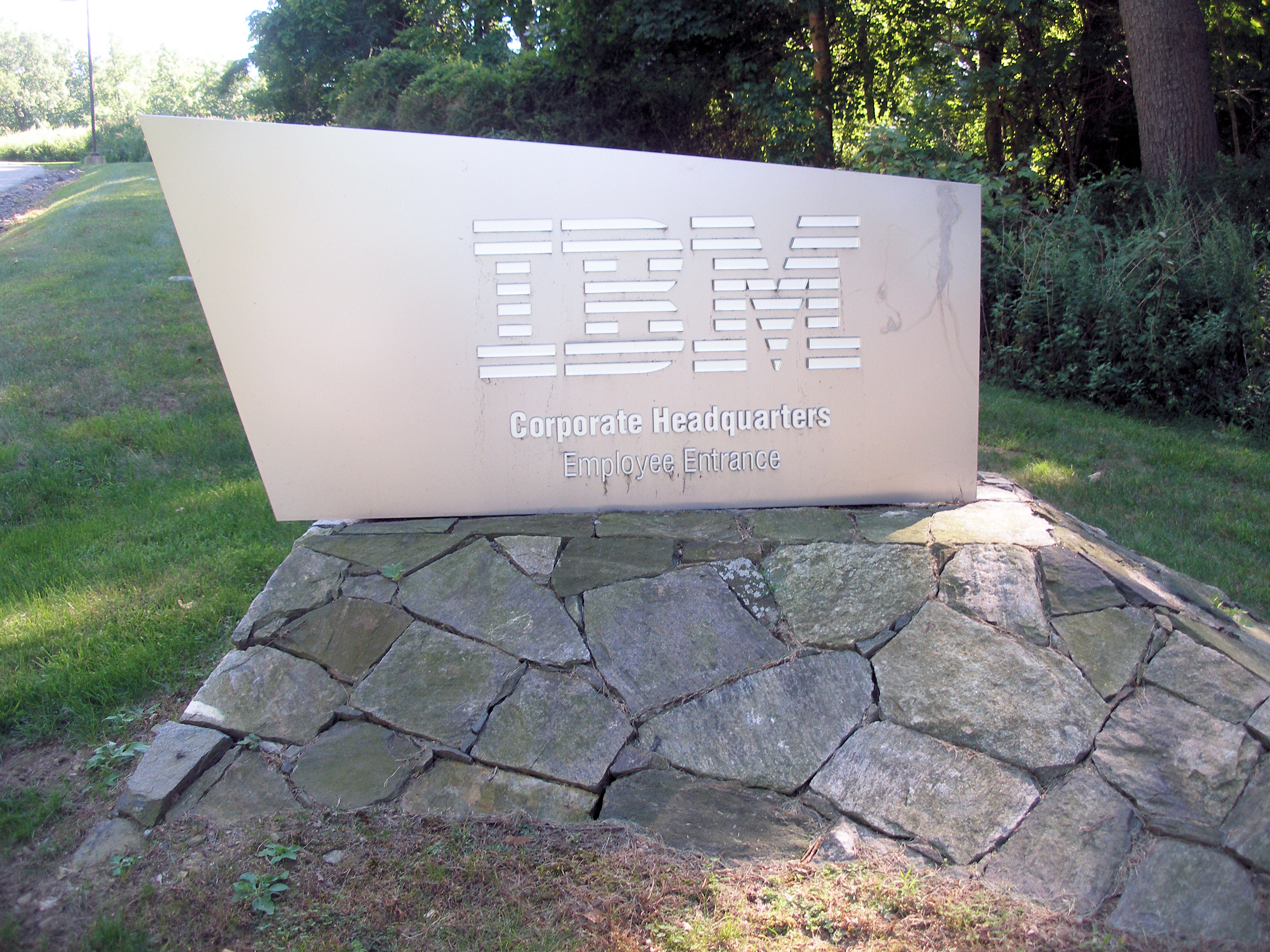
IBM本社の標識

アーモンク（Armonk）は、アメリカ合衆国ニューヨーク州のウェスチェスター郡にある国勢調査指定地域（CDP）。人口は4,426人（2023年推計）。ニューヨーク郊外、ノースキャッスル町の中にある。富裕層の住民が多い。

## 住民
2010年の住民数は4,330人であった。2000年の調査では、住民のは93.53パーセントが白人で、4.16％がアジア人、3.76がヒスパニック、などであった（重複あり）。

## 経済
ニューヨーク市の北郊外にあり、IBMの本社（1911年にニューヨーク州エンディコットで創業で、1920年代から本社はマンハッタンの590 マディソン・アベニューにあったが、1964年にここへ移った）、スイス・リー（本社：チューリッヒ）の米国本部などがある。

## 交通
道路は、ホワイト・プレインズとハリソン間をほぼ東西に通る州間高速道路287号線から北へスタートする州間高速道路684号線が ニューヨーク州道22号線と交わる所にアーモンク・インターチェンジがあり、ダウンタウン、図書館（North Castle Public Library (英語)）などはその付近にある。
鉄道はホワイト・プレインズにあるメトロノース鉄道のハーレム線のノース・ホワイト・プレインズ駅またはホワイト・プレインズ駅を利用して、ニューヨーク市内のグランド・セントラル駅に行ける。

## 教育
小中高校はノースキャッスル、マウントプレザント、ベッドフォードの３つの町をカバーするバイラム・ヒルズ・セントラル・スクール・ディストリクトに属していて、その学校はすべてアーモンクにある。Coman Hill Elementary School（幼稚園～2年生）、Wampus Elementary School (3～5年生) 、H. C. Crittenden Middle School (6～8年生)、バイラムヒルズ高校（Byram Hills High School）である。この高校は州間高速道路インターチェンジからニューヨーク州道路22号線を少し北へいったところにあり、2009年全米学業チャンピオンシップ（National Academic Championship）で一位を獲得している。 

## 参照項目
- ウェスチェスター郡
- ノースキャッスル